# Solter ressli
Solter ressli is een insect uit de familie van de mierenleeuwen (Myrmeleontidae), die tot de orde netvleugeligen (Neuroptera) behoort. 
Solter ressli is voor het eerst wetenschappelijk beschreven door Hölzel in 1972.